# Liste des radios à Lyon

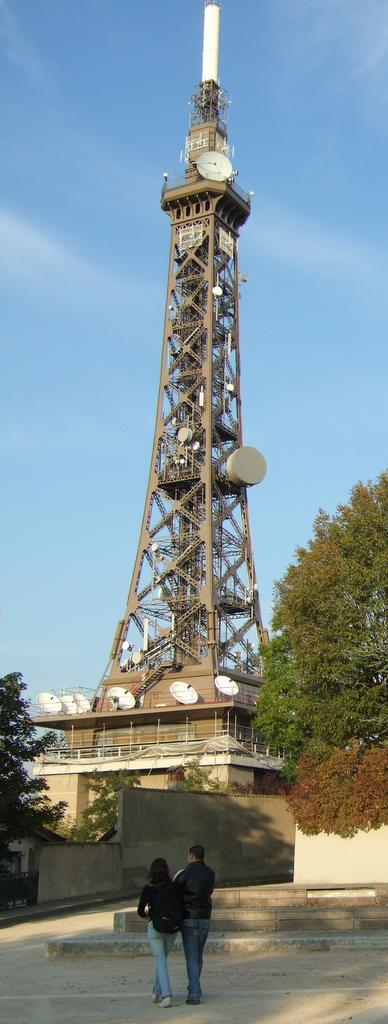
Tour métallique de Fourvière, qui émet près de la moitié des radios FM sur Lyon.

Cet article présente la liste des stations de radio que l'on peut capter sur le bassin de la ville de Lyon et de ses alentours, précisant la localisation des antennes qui diffusent les programmes, en modulation de fréquence (FM) et en radio numérique terrestre (DAB+).

## Modulation de fréquence (FM)

### Liste des fréquences
Le tableau ci-dessous présente la bande FM à Lyon.
| Fréquence                | Nom de la radio                   | Programme proposé                                                            | Diffuseur           | Localisation de l'antenne de diffusion                               | Catégorie          | Puissance |
| ------------------------ | --------------------------------- | ---------------------------------------------------------------------------- | ------------------- | -------------------------------------------------------------------- | ------------------ | --------- |
| 87.8                     | Mouv'                             | Musique hip-hop                                                              | TDF                 | Basilique de Fourvière, 8 place de Fouvière Lyon 5ème                | Radio publique     | 4 kW      |
| 88.4                     | RCF Lyon                          | Radio locale à vocation religieuse                                           | Auto-diffusion      | Basilique de Fourvière, 8 place de Fourvière, Lyon 5e                | A                  | 4 kW      |
| 89.3                     | Virgin Radio                      | Musique électro-rock                                                         | TDF                 | Tour métallique de Fourvière, 10 montée Nicolas de Lange, Lyon 5e    | C                  | 1 kW      |
| 89.8                     | Nova Lyon (antenne locale fermée) | Musiques alternatives (diffusion de la programmation nationale)              | Towercast           | Basilique de Fourvière Lyon 5ème                                     | C                  | 1 kW      |
| 90.2                     | Lyon 1re                          | Musique et informations locales                                              | Auto-diffusion      | 9 rue de Francfort, Rillieux-la-Pape                                 | B                  | 1 kW      |
| 90.7                     | Radio Brume                       | Radio étudiante                                                              | Auto-diffusion      | Résidence universitaire André Allix, 2 rue Sœur Bouvier, Lyon 5e     | A                  | 1 kW      |
| 91.1                     | Radio Salam                       | Radio locale associative d'expression franco-arabe                           | TDF                 | Tour métallique de Fourvière, 10 montée Nicolas de Lange, Lyon 5e    | A                  | 1 kW      |
| 91.5                     | Radio pluriel                     | Musique et émissions thématiques                                             | Auto-diffusion      | 10 avenue de la Division Leclerc, Vénissieux                         | A                  | 1 kW      |
| 92.0                     | Radio Scoop                       | Musique et informations locales                                              | Auto-diffusion      | Mont Cindre, Saint-Cyr-au-Mont-d'Or                                  | B                  | 10 kW     |
| 92.9                     | Nostalgie Lyon                    | Programme de Nostalgie avec décrochages lyonnais                             | Towercast           | Mont Cindre, Saint-Cyr-au-Mont-d'Or                                  | C                  | 10 kW     |
| 93.3                     | Fun Radio                         | Musique dancefloor/RnB                                                       | TDF                 | Tour métallique de Fourvière, 10 montée Nicolas de Lange, Lyon 5e    | D                  | 1 kW      |
| 93.7                     | M Radio Lyon                      | Programme d'M Radio avec décrochages lyonnais                                | TDF                 | Tour métallique de Fourvière, 10 montée Nicolas de Lange, Lyon 5e    | C                  | 1 kW      |
| 94.1                     | France Culture                    | Programmes culturels                                                         | TDF                 | Basilique de Fourvière, 8 place de Fourvière, Lyon 5e                | Radio publique     | 1 kW      |
| 94.5                     | Radio Judaïca Lyon                | Communauté juive lyonnaise                                                   | TDF                 | Tour métallique de Fourvière, 10 montée Nicolas de Lange, Lyon 5e    | A                  | 1 kW      |
| 94.9                     | Rire et Chansons                  | Humour et musique pop-rock                                                   | Towercast           | Basilique de Fourvière, 8 place de Fourvière, Lyon 5e                | D                  | 1 kW      |
| 95.3                     | BFM Business                      | Informations et émissions sur l'économie                                     | TDF                 | Tour hertzienne du Mont Cindre, Saint-Cyr-au-Mont-d'Or               | D                  | 10 kW     |
| 95.7                     | RTL2                              | Musique pop-rock                                                             | TDF                 | Tour métallique de Fourvière, 10 montée Nicolas de Lange, Lyon 5e    | D                  | 4 kW      |
| 96.1                     | Skyrock                           | Musique urbaine                                                              | Towercast           | Basilique de Fourvière, 8 place de Fourvière, Lyon 5e                | D                  | 4 kW      |
| 96.5                     | Radio Classique                   | Musique classique, émissions politiques et sur l'économie                    | TDF                 | Tour métallique de Fourvière, 10 montée Nicolas de Lange, Lyon 5e    | D                  | 4 kW      |
| 96.9                     | Radio Espace                      | Musique et informations locales                                              | TDF                 | Tour métallique de Fourvière, 10 montée Nicolas de Lange, Lyon 5e    | B                  | 1 kW      |
| 97.3                     | Jazz Radio                        | Musiques jazz, soul, funk...                                                 | TDF                 | Tour métallique de Fourvière, 10 montée Nicolas de Lange, Lyon 5e    | B                  | 1 kW      |
| 98.0                     | France Musique                    | Musique classique, jazz...                                                   | TDF                 | Basilique de Fourvière, 8 place de Fourvière, Lyon 5e                | Radio publique     | 1 kW      |
| 98.4                     | Tonic Radio                       | Musique, informations locales et directs sportifs                            | TDF                 | Tour métallique de Fourvière, 10 montée Nicolas de Lange, Lyon 5e    | B                  | 1 kW      |
| 98.9                     | Chérie FM Lyon                    | Programme de Chérie FM avec décrochages lyonnais                             | Towercast           | Basilique de Fourvière, 8 place de Fourvière, Lyon 5e                | C                  | 1 kW      |
| 99.3                     | Radio Capsao                      | Musique latino et contenus ensoleillés                                       | TDF                 | Basilique de Fourvière, 8 place de Fourvière, Lyon 5e                | A                  | 1 kW      |
| 100.3                    | Europe 2 Rhône                    | Programme d'Europe 2 avec décrochages lyonnais                               | TDF                 | Tour métallique de Fourvière, 10 montée Nicolas de Lange, Lyon 5e    | C                  | 4 kW      |
| 100.7                    | Sol FM                            | Musiques alternatives                                                        | Auto-diffusion      | Fort de Côte-Lorette, Saint-Genis-Laval                              | A                  | 1 kW      |
| 101.1                    | France Inter                      | Radio généraliste                                                            | TDF                 | Basilique de Fourvière, 8 place de Fourvière, Lyon 5e                | Radio publique     | 1 kW      |
| 101.5                    | Générations Lyon                  | Programme de Générations avec décrochages lyonnais                           | TDF                 | Tour métallique de Fourvière, 10 montée Nicolas de Lange, Lyon 5e    | B                  | 1 kW      |
| 102.2                    | Radio Canut                       | Musiques alternatives                                                        | TDF                 | Tour métallique de Fourvière, 10 montée Nicolas de Lange, Lyon 5e    | A                  | 1 kW      |
| 102.6                    | Radio Arménie                     | Communauté arménienne lyonnaise                                              | TDF                 | Tour métallique de Fourvière, 10 montée Nicolas de Lange, Lyon 5e    | A                  | 1 kW      |
| 103.0                    | NRJ Lyon                          | Programme d'NRJ avec décrochages lyonnais                                    | Towercast           | Mont Cindre, Saint-Cyr-au-Mont-d'Or                                  | C                  | 10 kW     |
| 104.2                    | RMC                               | Radio généraliste                                                            | TDF                 | Tour métallique de Fourvière, 10 montée Nicolas de Lange, Lyon 5e    | E                  | 4 kW      |
| 104.6                    | Europe 1                          | Radio généraliste                                                            | TDF                 | Tour métallique de Fourvière, 10 montée Nicolas de Lange, Lyon 5e    | E                  | 4 kW      |
| 105.0                    | RTL                               | Radio généraliste                                                            | TDF                 | Tour métallique de Fourvière, 10 montée Nicolas de Lange, Lyon 5e    | E                  | 4 kW      |
| 105.4                    | France Info                       | Informations en continu                                                      | Towercast           | Basilique de Fourvière, 8 place de Fourvière, Lyon 5e                | Radio publique     | 2 kW      |
| 105.8(jusqu'à 2023)      | Vivre FM Lyon                     | Radio associative consacrée au handicap                                      | Auto-diffusion      | 2 avenue Galline, Villeurbanne                                       | A                  | 1 kW      |
| 105.8 (prochainement)    | Sud Radio                         | Généraliste                                                                  | Prochainement       | Prochainement                                                        | E                  | 1 kW      |
| 106.3                    | Impact FM                         | Programmation Pop rock et oldies                                             | Towercast           | Basilique de Fourvière, 8 place de Fourvière, Lyon 5e                | B                  | 1 kW      |
| 106.7                    | Radio Orient                      | Communauté maghrébine                                                        | TDF                 | Tour métallique de Fourvière, 10 montée Nicolas de Lange, Lyon 5e    | D                  | 1 kW      |
| 107.3                    | RFM Lyon                          | Programme d'RFM avec décrochages lyonnais                                    | TDF                 | Tour métallique de Fourvière, 10 montée Nicolas de Lange, Lyon 5e    | C                  | 4 kW      |
| 107.7                    | Autoroute Info                    | Radio des autoroutes APRR et AREA                                            | AREA                | 260, avenue Jean Monnet, A43, Bron                                   | Radio autoroutière | 200 W     |
| 107.7                    | Autoroute Info                    | Radio des autoroutes APRR et AREA                                            | APRR                | Aire de repos de Manissieux, A43, Saint-Priest                       | Radio autoroutière | 200 W     |
| 107.7                    | Autoroute Info                    | Radio des autoroutes APRR et AREA                                            | TDF                 | Bois Dieu, A6, Limonest                                              | Radio autoroutière | 200 W     |
| 107.7                    | Autoroute Info                    | Radio des autoroutes APRR et AREA                                            | TDF                 | Sarazin, A46, Rillieux-la-Pape                                       | Radio autoroutière | 200 W     |
| 107.7                    | Autoroute Info                    | Radio des autoroutes APRR et AREA                                            | TDF                 | Aire de la Goutte, A46, Mionnay                                      | Radio autoroutière | 200 W     |
| 107.7                    | Radio Vinci Autoroutes            | Radio des autoroutes du groupe Vinci                                         | TDF                 | 33 montée de Choulans, entrée sud A6 du Tunnel de Fourvière, Lyon 5e | Radio autoroutière | 200 W     |
| Webradio                 | Lyon Demain                       | Radio de solutions dédiée à l'écologie, à la solidarité et au vivre-ensemble | Web, appli, podcast | Tour Oxygène                                                         | web radio          |           |
| Web Radio pour l'instant | Radio Grand Lyon                  | La Radio Généraliste de Lyon                                                 | Web                 |                                                                      | Web Radio          |           |

## RDS

### Liste des codes RDS
Cette liste présente le RDS sur les radios FM de Lyon :
| Fréquence             | Nom de la radio        | PS (Program Service) | PS dynamique                             | RT (Radio Text)                                                                                                  |
| --------------------- | ---------------------- | -------------------- | ---------------------------------------- | --- |
| 87.8                  | Mouv'                  | __MOUV'_             | Non                                      | "(Émission et/ou titre en cours) - MOUV'" ou "HIP HOP NATION"                                                    |
| 88.4                  | RCF Lyon               | RCF_69__             | Non                                      | "LA JOIE SE PARTAGE"                                                                                             |
| 89.3                  | Virage Radio Lyon      | _VIRAGE_             | Non                                      | "VIRAGE RADIO ELECTRO ROCK STATION" ou "VIRAGE - (TITRE) - (ARTISTE)"                                            |
| 89.8                  | Nova Lyon              | __NOVA__             | Non                                      | NOVA - LE GRAND MIX - RETROUVEZ TOUT NOVA SUR WWW.NOVA.FR"                                                       |
| 90.2                  | Lyon 1re               | LYON1ERE             | Non                                      | "LYON 1ERE : Mes infos, ma radio." ou "VOUS ECOUTEZ : Titre ou émission en cours"                                |
| 90.7                  | Radio Brume            | __BRUME_             | Titre en cours                           | Non |
| 91.1                  | Radio Salam            | R-SALAM_             | Non                                      | Non |
| 91.5                  | Radio pluriel          | PLURIEL_             | Non                                      | "Radio PLURIEL- la radio de la diversité - www.radiopluriel.fr" ou Titre et/ou émission en cours                 |
| 92.0                  | Radio Scoop            | _SCOOP__             | Non                                      | "RADIO SCOOP - LE MEILLEUR DES TUBES" ou "SCOOP > (ARTISTE) - (TITRE)" ou "RADIO SCOOP - LE MEILLEUR DES TUBES"  |
| 92.9                  | Nostalgie Lyon         | NOSTALGI             | Non                                      | "NOSTALGIE : Les Plus Grands Tubes" ou "NOSTALGIE : (ARTISTE) - (Titre)                                          |
| 93.3                  | Fun Radio              | ___FUN__             | Titre ou émission en cours               | "FUN RADIO - ENJOY THE MUSIC" suivi de l'émission ou de l'animateur en cours suivi du titre                      |
| 93.7                  | M Radio Lyon           | M_RADIO_             | Titre en cours (2x au début et à la fin) | "M RADIO - NUMERO 1 SUR LA CHANSON FRANCAISE" ou "M RADIO - (ARTISTE) - (TITRE)"                                 |
| 94.1                  | France Culture         | _CULTURE             | Non                                      | "A ECOUTER OU PODCASTER SUR FRANCECULTURE.FR" ou "(ÉMISSION EN COURS) - FRANCE CULTURE"                          |
| 94.5                  | Radio Judaïca Lyon     | _JUDAICA             | Non                                      | Non |
| 94.9                  | Rire et Chansons       | _RIRE_&_             | Non                                      | "RIRE : Les Stars du Rire" ou "RIRE : (Artiste)"                                                                 |
| 95.3                  | BFM Business           | __BFM___             | Non                                      | Non |
| 95.7                  | RTL2                   | __RTL2__             | Titre ou émission en cours               | "RTL2, Le Son POP-ROCK" suivi de l'émission ou de l'animateur en cours suivi du titre                            |
| 96.1                  | Skyrock                | SKYROCK_             | Non                                      | "SKYROCK - RAP & RNB NON STOP" ou "SKYROCK - (TITRE OU ÉMISSION EN COURS)"                                       |
| 96.5                  | Radio Classique        | CLASSIQ_             | Titre ou émission en cours ou promotions | Mêmes informations que le PS dynamique                                                                           |
| 96.9                  | Radio Espace           | _ESPACE_             | Non                                      | "LA PLUS LYON DES RADIOS" ou "ESPACE - (TITRE) - (ARTISTE)"                                                      |
| 97.3                  | Jazz Radio             | J_A_Z_Z_             | Non                                      | "JAZZ RADIO - JAZZ AND SOUL" ou "JAZZ RADIO - (TITRE) - (ARTISTE)"                                               |
| 98.0                  | France Musique         | _MUSIQUE             | Non                                      | "FRANCEMUSIQUE.FR - CE MONDE A BESOIN DE MUSIQUE" ou "(TITRE ET/OU ÉMISSION EN COURS) - FRANCE MUSIQUE"          |
| 98.4                  | Tonic Radio            | _TONIC__             | Non                                      | "www.tonicradio.fr"                                                                                              |
| 98.9                  | Chérie FM Lyon         | CHERIEFM             | Non                                      | "CHERIEFM : Feel Good Music" ou "CHERIEFM : (ARTISTE) - (Titre)                                                  |
| 99.3                  | Radio Capsao           | _CAPSAO_             | __LYON__ __99.3__                        | "La radio du soleil ! Lyon 99.3 Vienne 99.4 Oyonnax 89.9"                                                        |
| 100.3                 | Europe 2 Rhône         | EUROPE_2             | Non                                      | "EUROPE 2 - LE MEILLEUR SON" ou "EUROPE 2 - (ARTISTE) - (Titre)"                                                 |
| 100.7                 | Sol FM                 | _SOL_FM_             | _100.7__                                 | Non |
| 101.1                 | France Inter           | __INTER_             | Non                                      | "FRANCE INTER PREMIERE RADIO DE FRANCE" ou "(TITRE ET/OU ÉMISSION EN COURS) - FRANCE INTER 1ERE RADIO DE FRANCE" |
| 101.5                 | Générations Lyon       | __GENE__             | Non                                      | "GENERATIONS HIP HOP SOUL RADIO" ou "GENERATIONS - (TITRE) - (ARTISTE)"                                          |
| 102.2                 | Radio Canut            | __CANUT_             | Non                                      | Non |
| 102.6                 | Radio Arménie          | ARMENIE_             | Non                                      | Non |
| 103.0                 | NRJ Lyon               | __NRJ___             | Non                                      | "NRJ : Hit Music Only !" ou "NRJ : (ARTISTE) - (Titre)                                                           |
| 104.2                 | RMC                    | _RMC____             | Non                                      | "RMC LYON 104.2"                                                                                                 |
| 104.6                 | Europe 1               | EUROPE_1             | Non                                      | "EUROPE 1" ou Émission en cours                                                                                  |
| 105.0                 | RTL                    | ___RTL__             | Non                                      | Non |
| 105.4                 | France Info            | __INFO__             | Non                                      | "(PLAGE HORAIRE ET/OU CHRONIQUE) - FRANCEINFO : PAS JUSTE L'INFO. L'INFO JUSTE."                                 |
| 105.8                 | Vivre FM               | VIVRE_FM             | Non                                      | Non |
| 105.8 (prochainement) | Sud Radio              | SUDRADIO             | Non                                      | "SUD RADIO - PARLONS VRAI" ou "Émission en cours avec Animateur"                                                 |
| 106.3                 | Impact FM              | _IMPACT_             | Non                                      | "IMPACT FM - VOS PLUS BEAUX SOUVENIRS" ou "IMPACT > (ARTISTE) - (TITRE)"                                         |
| 106.7                 | Radio Orient           | _ORIENT_             | Non                                      | Non |
| 107.3                 | RFM Lyon               | __RFM___             | Non                                      | "RFM - LE MEILLEUR DE LA MUSIQUE" ou "RFM - (ARTISTE) - (Titre)"                                                 |
| 107.7                 | Autoroute Info         | AUTOROUT             | Non                                      | Non |
| 107.7                 | Radio Vinci Autoroutes | r_107.7_             | Non                                      | Non |

### Sources
- Mixture.fr (rentrer "Lyon" dans "Liste des radios FM/DAB+ actuelles")
- "Les PS dynamiques et RadioTexts lyonnais" sur tvnt.net.

## Autres radios enFM

### Liste des autres fréquencesFMrecevables dansLyon
| Fréquence | Nom de la radio            | Programme                                         | Couverture principale           | Diffuseur      | Lieu d'émission                                              | Catégorie      | RDS (PS) |
| --------- | -------------------------- | ------------------------------------------------- | ------------------------------- | -------------- | ------------------------------------------------------------ | -------------- | -------- |
| 88.1      | Radio Espérance            | Religion catholique                               | Vienne                          | Auto-diffusion | Le Grisard, Saint-Romain-en-Gal                              | A              | ESPERANC |
| 88.8      | France Culture             | Programmes culturels                              | Émetteur régional               | TDF            | Mont Pilat, Crêt de l'Œillon, Doizieux                       | Radio publique | _CULTURE |
| 89.5      | C'Rock Radio               | Rock, musiques urbaines, musiques alternatives... | Vienne                          | Auto-diffusion | Château d'eau du Gravier Rouge, Vienne                       | A              | _C'ROCK_ |
| 90.5      | France Culture             | Programmes culturels                              | Chambéry Nord-Isère             | TDF            | Mont du Chat, Le Bourget-du-Lac                              | Radio publique | _CULTURE |
| 90.9      | Fun Radio                  | Musique dancefloor/RnB                            | Villefranche-sur-Saône          | TDF            | La Buisante, Pommiers                                        | D              | __FUN___ |
| 92.4      | France Musique             | Programmes musicaux                               | Émetteur régional               | TDF            | Mont Pilat, Crêt de l'Œillon, Doizieux                       | Radio publique | _MUSIQUE |
| 93.5      | France Inter               | Radio généraliste                                 | Chambéry Nord-Isère             | TDF            | Mont du Chat, Le Bourget-du-Lac                              | Radio publique | __INTER_ |
| 93.9      | Radio Isa                  | Musique, informations locales                     | Bourgoin-Jallieu La Tour-du-Pin | Auto-diffusion | Le Dôme, Ruy-Montceau                                        | B              | __I_S_A_ |
| 97.6      | FC Radio                   | Musique, informations locales...                  | Ambérieu-en-Bugey               | Auto-diffusion | Mont Luisandre, Saint-Rambert-en-Bugey                       | B              | FC_RADIO |
| 98.6      | France Musique             | Programmes musicaux                               | Chambéry Nord-Isère             | TDF            | Mont du Chat, Le Bourget-du-Lac                              | Radio publique | _MUSIQUE |
| 99.1      | France Bleu Isère          | Émissions et informations locales                 | Nord-Isère                      | TDF            | Mont du Chat, Le Bourget-du-Lac                              | Radio publique | BLEU.ISE |
| 99.8      | France Inter               | Radio généraliste                                 | Émetteur régional               | TDF            | Mont Pilat, Crêt de l'Œillon, Doizieux                       | Radio publique | __INTER_ |
| 100.1     | Pixel FM                   | Pop-rock, alternatif...                           | Morestel                        | TDF            | Croix de Colmar, Marchamp                                    | A              | PIXEL_FM |
| 100.9     | Hot Radio Bourgoin         | Musique, informations locales                     | Bourgoin-Jallieu                | Auto-diffusion | Impasse de Beauregard, Plan Bourgoin Ouest, Bourgoin-Jallieu | B              | __H_O_T_ |
| 101.3     | Fun Radio                  | Musique dancefloor/RnB                            | Bourgoin-Jallieu La Tour-du-Pin | TDF            | Communaux, Cessieu                                           | D              | ___FUN__ |
| 101.8     | France Bleu Isère          | Émissions et informations locales                 | Émetteur régional (nord-Isère)  | TDF            | Mont Pilat, Crêt de l'Œillon, Doizieux                       | Radio publique | BLEU.ISE |
| 103.4     | France Info                | Informations en continu                           | Émetteur régional               | TDF            | Mont Pilat, Crêt de l'Œillon, Doizieux                       | Radio publique | __INFO__ |
| 103.8     | France Inter               | Radio généraliste                                 | L'Arbresle                      | TDF            | Le Crêt d'Arjoux, Ancy                                       | Radio publique | __INTER_ |
| 103.9     | France Bleu Pays de Savoie | Émissions et informations locales                 | Chambéry Nord-Isère             | TDF            | Mont du Chat, Le Bourget-du-Lac                              | Radio publique | BLEU.SAV |
| 106.0     | France Musique             | Musique classique, jazz...                        | L'Arbresle                      | TDF            | Le Crêt d'Arjoux, Ancy                                       | Radio publique | _MUSIQUE |
| 107.0     | Phare FM Lyon-Dauphiné     | Radio musicale à vocation chrétienne              | La Verpillière                  | Auto-diffusion | Le Relong, Saint-Quentin-Fallavier                           | A              | PHARE_FM |

Ces radios sont reçues quel que soit l'endroit où l'on se trouve. À l'ouest par exemple, les radios émettant depuis le crêt d'Arjoux seront mieux reçues. Au sud, ce sont celles émises depuis le mont du Chat qui seront captées.
À Lyon, on peut recevoir aussi des radios de Villefranche-sur-Saône, Saint-Étienne (surtout celles diffusées depuis le Guizay), Vienne et Bourgoin-Jallieu.

### Sources
- Mixture.fr (rentrer "Lyon" dans "Liste des radios FM/DAB+ actuelles")
- Réception FM à Lyon sur annuaireradio.fr.

## Radio numérique terrestre(DAB+)
Le 30 novembre 2016, le CSA a attribué des places à plusieurs radios locales et nationales sur le DAB+ lyonnaise.
Le DAB+ commence ses émissions sur Lyon le 5 décembre 2018.
Les 3 sites émetteurs du DAB+ à Lyon sont le Mont Cindre (multiplex 5B, 6A, 7A et 7B), le 9 rue de Francfort à Rillieux-la-Pape et le fort de Côte Lorette à Saint-Genis-Laval (multiplex 11B).
Le 5B a une puissance de 6 kW.
Le 6A a une puissance de 13 kW.
Le 11B a une puissance de 7 kW à Rillieux et de 9.4kW à Saint-Genis-Laval.
Le 12 octobre 2021, les multiplex métropolitains M1 et M2 sont lancés à Lyon et diffusent depuis le Mont Cindre avec respectivement 13 et 10 kW.

### Multiplex 5B (176,640 MHz)
| Nom de la radio   | Catégorie |
| ----------------- | --------- |
| Africa Radio      | D         |
| Chante France     | D         |
| Impact FM         | B         |
| Jazz Radio Lyon   | B         |
| Melody            | D         |
| NRJ Lyon          | C         |
| Radio Alfa        | B         |
| Radio Espace      | B         |
| Radio FG          | D         |
| Radio Orient      | D         |
| Radio Scoop       | B         |
| RFI               | Publique  |
| Virage Radio Lyon | C         |

### Multiplex 6A (181,936 MHz)
| Nom de la radio  | Catégorie |
| ---------------- | --------- |
| Ado              | D         |
| Crooner Radio    | D         |
| Générations Lyon | B         |
| M Radio Lyon     | C         |
| Oüi FM           | D         |
| Radio Nova Lyon  | C         |
| RCF Lyon         | A         |
| Skyrock          | D         |
| Sud Radio        | E         |
| Tonic Radio      | B         |
| TSF Jazz         | D         |
| Vivre FM         | A         |

### Multiplex 7A (188,928 MHz)
| Nom de la radio  | Catégorie |
| ---------------- | --------- |
| AirZen Radio     | D         |
| Chérie FM        | D         |
| Fun Radio        | D         |
| Latina           | D         |
| M Radio          | D         |
| Nostalgie        | D         |
| NRJ              | D         |
| Radio Classique  | D         |
| Rire & Chansons  | D         |
| RTL              | E         |
| RTL2             | D         |
| Skyrock          | D         |
| Skyrock Klassiks | D         |

### Multiplex 7B (190,640 MHz)
| Nom de la radio | Catégorie |
| --------------- | --------- |
| BFM Business    | D         |
| BFM Radio       | D         |
| Europe 1        | E         |
| Europe 2        | D         |
| FIP             | Publique  |
| France Culture  | Publique  |
| France Info     | Publique  |
| France Inter    | Publique  |
| France Musique  | Publique  |
| KTO Radio       | D         |
| Mouv'           | Publique  |
| RFM             | D         |
| RMC             | E         |

### Multiplex 11B (218,640 MHz)
| Nom de la radio      | Catégorie |
| -------------------- | --------- |
| Couleurs FM Lyon     | A         |
| Euradio              | A         |
| France Maghreb 2     | D         |
| Lyon 1ère            | B         |
| Radio Arménie        | A         |
| Radio Capsao         | A         |
| Radio Espérance      | A         |
| Radio Isa            | B         |
| Radio Oxygène Oisans | A         |
| Radio Pitchoun       | D         |
| Radio Pluriel        | A         |
| Séquence FM          | A         |
| Sol FM               | A         |

### Sources
- Les radios en DAB+ à Lyon sur dabplus.fr (consulté le 15 février 2019).
- Les radios de Lyon (69) sur annuaireradio.fr (consulté le 15 février 2019).